# Josef Emprechtinger
Josef Emprechtinger (* 13. Februar 1889 in Eberschwang; † 14. Dezember 1960 in Ried im Innkreis) war ein österreichischer Landespolitiker (CS).
Emprechtinger wuchs in Neuhofen im Innkreis auf und diente zwischen 1910 und 1918 beim Militär. Er kämpfte im Ersten Weltkrieg, wobei er schwer verwundet und arbeitsunfähig wurde. Als Invalide wurde er von der Christlichsozialen Partei in die Provisorische Landesversammlung 1918/1919 berufen, wobei er zu jener Zeit in Eschlried (Gemeinde Tumeltsham) lebte. Danach war er als Versicherungsangestellter und Trafikant aktiv. Emprechtinger heiratete 1925 und übersiedelte nach Ried im Innkreis, wo er 1960 starb.